# Пајн (Аризона)
Пајн (енгл. Pine) насељено је место без административног статуса у америчкој савезној држави Аризона.

## Демографија
По попису из 2010. године број становника је 1.963, што је 32 (1,7%) становника више него 2000. године.
| Група             | 2000.         | 2010.         |
| Белци             | 1.858 (96,2%) | 1.864 (95,0%) |
| Афроамериканци    | 3 (0,2%)      | 4 (0,2%)      |
| Азијати           | 2 (0,1%)      | 7 (0,4%)      |
| Хиспаноамериканци | 34 (1,8%)     | 52 (2,6%)     |
| Укупно            | 1.931         | 1.963         |